# دهستان ابوالوردی
دهستان ابوالوردی نام دهستانی در بخش هخامنش شهرستان پاسارگاد، استان فارس در ایران است. براساس سرشماری مرکز آمار ایران در سال ۱۳۸۵، جمعیت آن ۲۴۵۱ نفر (۵۷۴ خانوار) بوده‌است.